# Orites lancifolia
Orites lancifolia är en tvåhjärtbladig växtart som beskrevs av F. Müll.. Orites lancifolia ingår i släktet Orites och familjen Proteaceae. Inga underarter finns listade i Catalogue of Life.